# S-a furat mireasa
S-a furat mireasa este un film românesc din 2012 regizat de Jesús del Cerro. Rolurile principale au fost interpretate de actorii Cătălina Grama, Răzvan Vasilescu, Constantin Diță și Adina Galupa.

## Distribuție
Distribuția filmului este alcătuită din:
- Cătălina Grama — Nina Nistor, o femeie șomeră care a fost mai demult Miss Bârlad (menționată Cătălina Grama – Jojo)
- Răzvan Vasilescu — Vienel Bulancea, zis „Profesorul”, șeful unui clan interlop, socrul mic
- Constantin Diță — Cornel Nistor, polițist la Brigada Antidrog, soțul Ninei
- Adina Galupa — Marinela Bulancea, fiica lui Vienel, mireasa
- Paul Ionescu — Titi Falcă, șeful unui clan interlop, socrul mare
- Sergiu Costache — Jan Falcă, fiul lui Titi, mirele
- Andreea Ibacka — reportera postului Pro TV (menționată Andreea Ibaka)
- Aniela Petreanu — Emilia, femeia deprimată că soțul ei polițist o înșală
- Cătălin Neamțu — Sifon, bodyguardul lui Bulancea
- Claudiu Maier — Vasile Falcă, nuntașul rom de la Țăndărei care încearcă să fure mireasa
- Corina Bud — asistenta de pe ambulanță
- Cosmin Natanticu — Pralea, membru al clanului mafiot al Spălătorilor
- Cristian Martin — bodyguardul de la intrarea în cort
- Doinița Oancea — Lola, dansatoarea de la petrecerea arabilor
- Dragoș Mușat — Iuri, un bandit basarabean venit să se angajeze la Bulancea
- George Andreescu — Malu, bodyguardul lui Bulancea
- Gheorghe Ifrim — Gelu, fratele geamăn al lui Relu, taximetristul obsedat sexual
- Ilie Gâlea — Viorel, șoferul Mercedesului alb, care este jefuit de Iuri și Gagarin
- Ion Ciocia — Firicel, barmanul de la barul din cartier
- Ion Parea — Gagarin, prietenul lui Iuri, un alt bandit basarabean venit să se angajeze la Bulancea
- Ion Sapdaru — comisarul Dorel Cânepă, șeful Brigăzii Antidrog, nașul mare (menționat Ion Săpdaru)
- Lia Sinchevici — iubita lui Pralea
- Liviu Vârciu — maestrul de ceremonii (MC) al nunții
- Lucian Ifrim — Relu, fratele geamăn al lui Gelu, taximetristul habotnic
- Marcela Condrea — Cireașa Falcă, soția lui Titi și mama lui Jan
- Marinela Salan — soția comisarului
- Marius Damian — bețivul de la barul din cartier
- Mirela Nicolau — soția lui Vasile
- Puiu-Mircea Lăscuș — paznicul Cimitirului „Sf. Elefterie” (menționat Puiu Lăscuț)
- Ruxandra Enescu — Rodica Bulancea, soția lui Vienel și mama Marinelei
- Ahmed Sayed — Ahmed, un traficant de droguri arab arestat de Cornel (menționat Sayed Ahmed)
- Aziz Assim Umar — Abdel, un alt traficant de droguri arab arestat de Cornel (menționat Umar Aziz Assim)
- Bogdan Ionescu — asistentul de pe ambulanță 1
- Mihnea Mihăilescu — asistentul de pe ambulanță 2
- Adrian Marinescu — bodyguardul lui Falcă
- Ciprian Panait — bodyguardul lui Falcă
- Amira Hayam — dansatoarea orientală de la nuntă

## Primire
Filmul a fost vizionat de 18.133 de spectatori în cinematografele din România, după cum atestă o situație a numărului de spectatori înregistrat de filmele românești de la data premierei și până la data de 31 decembrie 2014 alcătuită de Centrul Național al Cinematografiei.